# Вишонкі-Блоне
Вишонкі-Блоне (пол. Wyszonki-Błonie) — село в Польщі, у гміні Клюково Високомазовецького повіту Підляського воєводства.
Населення — 262 особи (2011).
У 1975-1998 роках село належало до Ломжинського воєводства.

## Демографія
Демографічна структура станом на 31 березня 2011 року:
|          | Загалом | Допрацездатний вік | Працездатний вік | Постпрацездатний вік |
| -------- | ------- | ------------------ | ---------------- | -------------------- |
| Чоловіки | 141     | 31                 | 91               | 19                   |
| Жінки    | 121     | 23                 | 70               | 28                   |
| Разом    | 262     | 54                 | 161              | 47                   |